# Acanthogobius
Acanthogobius là một chi cá bống thuộc họ cá bống trắng (Gobionellinae) bản địa phân bố ở các đại dương, vùng nước ngọt, nước lợ ở vùng phía Đông châu Á. Chúng sống được ở cả vùng nước ngọt và nước mặn.

## Các loài
Hiện hành có 06 loài được ghi nhận trong chi này
- Acanthogobius elongatus (Fang, 1942)
- Acanthogobius flavimanus (Temminck & Schlegel, 1845) (Cá bống hoa)
- Acanthogobius hasta (Temminck & Schlegel, 1845)
- Acanthogobius insularis Shibukawa & Taki, 1996
- Acanthogobius lactipes (Hilgendorf, 1879) Cá bống trắng
- Acanthogobius luridus Y. Ni & H. L. Wu, 1985